# 新艾朗
02°37′15″S 60°56′38″W / 2.62083°S 60.94389°W

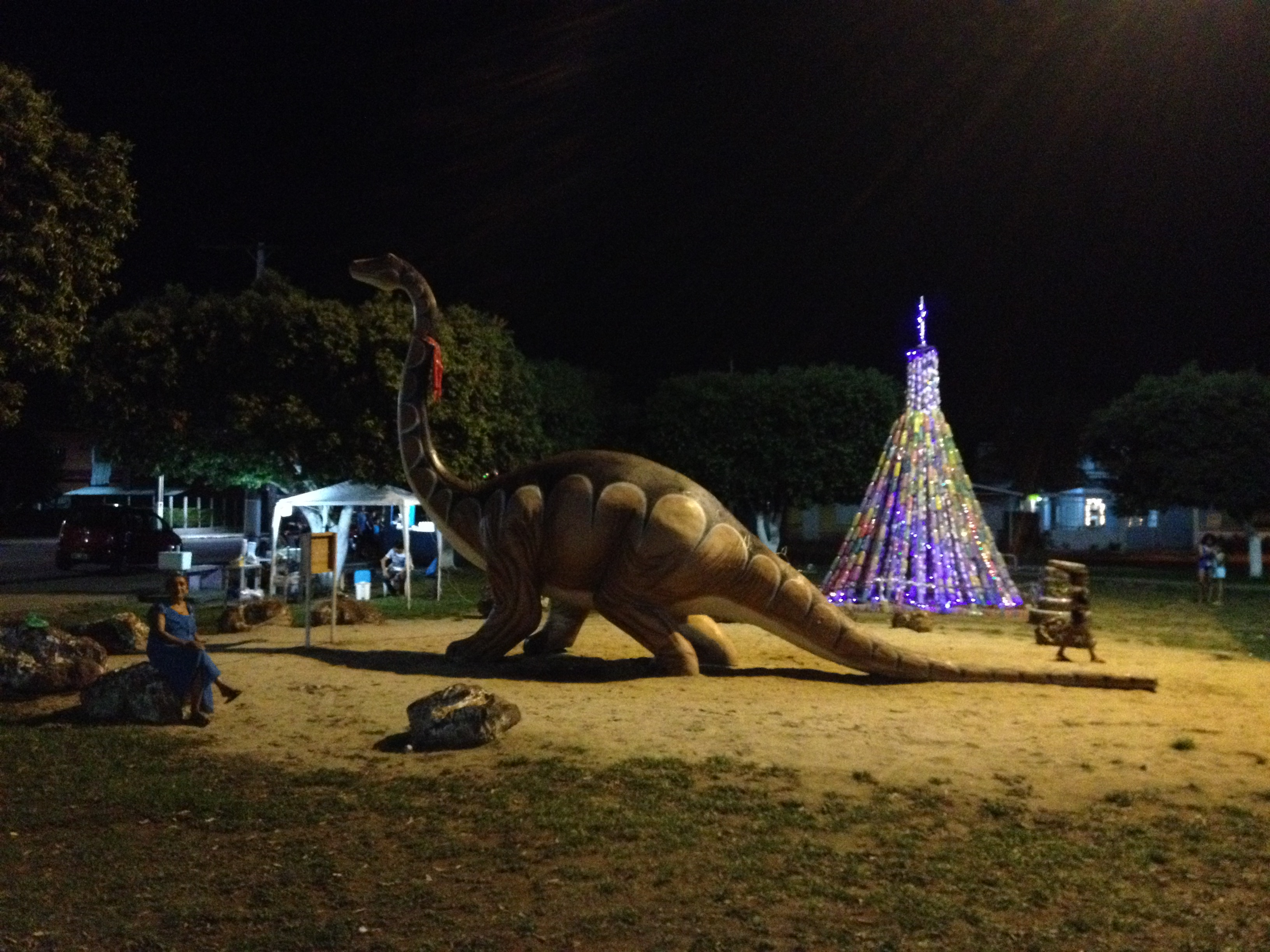
新艾朗

新艾朗（葡萄牙語：Novo Airão）是巴西的城鎮，位於該國北部，由亞馬遜州負責管轄，始建於1668年，面積37,771平方公里，海拔高度45米，2014年人口17,199，人口密度每平方公里0.46人。